# Parartemia
Parartemia là một chi tôm đặc hữu Australia. Một loài, P. contracta đã được liệt kê là loài dễ bị tổn thương trong sách đỏ IUCN. Parartemia có các loài sau:

## Các loài
- Parartemia acidiphila Timms & Hudson, 2009
- Parartemia auriciforma Timms & Hudson, 2009
- Parartemia bicorna Timms, 2010
- Parartemia boomeranga Timms, 2010
- Parartemia contracta Linder, 1941
- Parartemia cylindrifera Linder, 1941
- Parartemia extracta Linder, 1941
- Parartemia informis Linder, 1941
- Parartemia laticaudata Timms, 2010
- Parartemia longicaudata Linder, 1941
- Parartemia minuta Geddes, 1973
- Parartemia mouritzi Timms, 2010
- Parartemia purpurea Timms, 2010
- Parartemia serventyi Linder, 1941
- Parartemia triquetra Timms & Hudson, 2009
- Parartemia veronicae Timms, 2010
- Parartemia yarleensis Timms & Hudson, 2009
- Parartemia zietziana Sayce, 1903